# Antón Arenski
Antón (Antoni) Stepánovich Arenski (Антон (Антоний) Степанович Аренский) (12 de julio, calendario juliano: 30 de junio] de 1861, Nóvgorod – 25 de febrero calendario juliano: 12 de febrero] de 1906 Perkjärvi, Imperio ruso), fue un compositor romántico ruso y profesor de música.
Arenski compuso varias canciones y piezas para piano a los nueve años. Su padre y su madre se trasladaron a San Petersburgo en 1879, donde estudió composición en el Conservatorio de San Petersburgo, como alumno de Rimski-Kórsakov. Después de graduarse en 1882 se hizo profesor en el Conservatorio de Moscú. Entre sus alumnos estuvieron Skriabin, Rajmáninov y Grechanínov. En 1895 Arenski regresó a San Petersburgo como director del Coro Imperial, habiendo sido recomendado por Balákirev. Se retiró en 1901, empleando su tiempo como pianista, director de orquesta y compositor.
Arenski murió de tuberculosis en un sanatorio finés en 1906. Se alega que la bebida y las apuestas destrozaron su salud.
Piotr Ilich Chaikovski fue la mayor influencia en las composiciones musicales de Arenski. Incluso Rimski-Kórsakov dijo: "En su juventud Arenski no escapó a cierta influencia mía; posteriormente la influencia vino de Chaikovski. Será rápidamente olvidado." La percepción de que rehuyó tener un estilo personal distintivo contribuyó al largo olvido de su música, pero en años recientes varias de sus obras han sido grabadas. Especialmente populares son las Variaciones sobre un tema de Chaikovski, pieza basada en una de las Canciones infantiles, Op. 54. Arenski fue quizás mejor en la música de cámara, en la que escribió dos cuartetos de cuerda, dos tríos con piano y un quinteto con piano.

## Obras selectas

### Óperas
- Son na Volge (Сон на Волге – Un sueño en el Volga, libreto de Antón Arenski basado en la obra de teatro de Aleksandr Ostrovski "Voyevoda", 1888, estreno: 2 de enero de 1891 calendario juliano: 21 de diciembre de 1890], Moscú, Teatro Bolshói)
- Rafael (Рафаэль, 'Escenas musicales de la época del renacimiento', libreto de A. Kriúkov (1894) inspirándose en la figura del pintor Rafael Sanzio, May 6 [OS April 24], 1894, Moscú, Conservatorio)
- Nal' i Damayanti (Наль и Дамаянти – Nal and Damayanti, sobre la epopeya hindú "Majabhárata", libreto de Modest Chaikovski sobre la novela de Vasili Zhukovski, 1903, estreno: January 22, calendario juliano 9 de enero de 1904 San Petersburgo), Moscú, Teatro Bolshói)

### Ballet
- Noch v Yeguipte o Eguípetskiye nochi (Ночь в Египте  o  Египетские ночи – Noches egipcias Opus 50 1900

### Otras
Opus 2: Concierto para piano y orquesta sinfónica en fa menor
Opus 4: Sinfonía nº 1 en si menor
Opus 11: Cuarteto de cuerda nº 1 en sol mayor
Opus 15: Suite para dos pianos nº 1 en Fa mayor
Opus 22: Sinfonía nº 2 en la mayor
Opus 23: Suite para dos pianos nº 2 "Silhouettes"
Opus 25: Cantata por el centenario de la coronación
Opus 32: Trío con piano nº 1 en re menor
Opus 33: Suite para dos pianos nº 3 "Variaciones"
Opus 34: 6 Piezas Infantiles para Piano a cuatro manos
Opus 35: Cuarteto de cuerda nº 2 en la menor
Opus 35a: Variaciones sobre un tema de Chaikovski
Opus 46: Cantata "La fuente de Bajchisarái"
Opus 48: Fantasía para piano y orquesta sobre temas de Ryabinin
Opus 51: Quinteto con piano en Re mayor
Opus 54: Concierto para violín y orquesta en la menor
Opus 62: Suite para dos pianos nº 4
Opus 63: Doce preludios para piano
Opus 61: Cantata "El buceador"
Opus 73: Trío con piano nº 2 en fa menor